# Tri Kusharyanto
Tri Kusharyanto (* 18. Januar 1974 in Yogyakarta) ist ein ehemaliger Badmintonspieler aus Indonesien. Von seinem Namen sind auch die Schreibweisen Trikus Haryanto, Trikus Heryanto, Trikus Herjanto, Tri Kushharyanto oder Tri Kusherjanto bekannt.

## Karriere
Tri Kusharyanto nahm dreimal an Olympia teil. Beim olympischen Badmintonturnier 2000 erkämpfte er mit seiner Partnerin Minarti Timur Silber im Mixed. 1996 wurde er Fünfter im Mixed, 2004 17. im Herrendoppel. 1996 und 2001 wurde er Asienmeister, bei der Weltmeisterschaft 1997 holte er Bronze.

## Erfolge
| Saison    | Veranstaltung              | Disziplin    | Platz | Name                                |
| --------- | -------------------------- | ------------ | ----- | ----------------------------------- |
| 1994      | Thailand Open              | Mixed        | 1     | Tri Kusharyanto / Minarti Timur     |
| 1995      | Singapur Open              | Mixed        | 1     | Tri Kusharyanto / Minarti Timur     |
| 1995      | Weltcup                    | Mixed        | 1     | Tri Kusharyanto / Minarti Timur     |
| 1995      | Indonesia Open             | Mixed        | 1     | Tri Kusharyanto / Minarti Timur     |
| 1995/1996 | German Open                | Mixed        | 1     | Tri Kusharyanto / Minarti Timur     |
| 1996      | Olympia                    | Mixed        | 5     | Tri Kusharyanto / Minarti Timur     |
| 1996      | Thailand Open              | Mixed        | 1     | Tri Kusharyanto / Minarti Timur     |
| 1996      | Malaysia Open              | Mixed        | 1     | Tri Kusharyanto / Minarti Timur     |
| 1996      | Asienmeisterschaft         | Mixed        | 1     | Tri Kusharyanto / Lili Tampi        |
| 1996      | Indonesia Open             | Mixed        | 1     | Tri Kusharyanto / Minarti Timur     |
| 1997      | Weltmeisterschaft          | Mixed        | 3     | Tri Kusharyanto / Minarti Timur     |
| 1997      | Japan Open                 | Mixed        | 5     | Tri Kusharyanto / Minarti Timur     |
| 1997      | All England                | Mixed        | 2     | Tri Kusharyanto / Minarti Timur     |
| 1997      | Indonesische Meisterschaft | Mixed        | 1     | Tri Kusharyanto / Zelin Resiana     |
| 1997      | Indonesia Open             | Mixed        | 1     | Tri Kusharyanto / Minarti Timur     |
| 1998      | Indonesia Open             | Mixed        | 1     | Tri Kusharyanto / Minarti Timur     |
| 1998      | All England                | Mixed        | 3     | Tri Kusharyanto / Minarti Timur     |
| 1998      | Malaysia Open              | Mixed        | 1     | Tri Kusharyanto / Minarti Timur     |
| 1998      | Singapur Open              | Herrendoppel | 1     | Tri Kusharyanto / Minarti Timur     |
| 1998      | Asienspiele                | Mixed        | 3     | Tri Kusharyanto / Minarti Timur     |
| 1999      | Indonesia Open             | Mixed        | 1     | Tri Kusharyanto / Minarti Timur     |
| 1999      | Asienmeisterschaft         | Mixed        | 3     | Tri Kusharyanto/ Resiana Zelin      |
| 1999      | Chinese Taipei Open        | Mixed        | 5     | Tri Kusharyanto / Minarti Timur     |
| 2000      | Malaysia Open              | Mixed        | 1     | Tri Kusharyanto / Minarti Timur     |
| 2000      | Chinese Taipei Open        | Mixed        | 3     | Tri Kusharyanto / Minarti Timur     |
| 2000      | Asienmeisterschaft         | Mixed        | 3     | Tri Kusharyanto / Vita Marisa       |
| 2000      | Indonesia Open             | Mixed        | 3     | Tri Kusharyanto / Minarti Timur     |
| 2000      | Olympia                    | Mixed        | 2     | Tri Kusharyanto / Minarti Timur     |
| 2000      | All England                | Mixed        | 3     | Tri Kusharyanto / Minarti Timur     |
| 2000      | Japan Open                 | Mixed        | 2     | Tri Kusharyanto / Minarti Timur     |
| 2001      | Indonesia Open             | Herrendoppel | 5     | Bambang Suprianto / Tri Kusharyanto |
| 2001      | Asienmeisterschaft         | Mixed        | 3     | Tri Kusharyanto / Emma Ermawati     |
| 2001      | Japan Open                 | Mixed        | 5     | Tri Kusharyanto / Indarti Issoliana |
| 2001      | Indonesia Open             | Mixed        | 1     | Tri Kusharyanto / Emma Ermawati     |
| 2001      | Asienmeisterschaft         | Herrendoppel | 1     | Bambang Suprianto / Tri Kusharyanto |
| 2002      | Japan Open                 | Herrendoppel | 5     | Halim Heryanto / Tri Kusharyanto    |
| 2002      | Japan Open                 | Mixed        | 3     | Trikus Hariyanto / Emma Ermawati    |
| 2002      | Asienmeisterschaft         | Mixed        | 3     | Tri Kusharyanto / Emma Ermawati     |
| 2002      | Asienmeisterschaft         | Herrendoppel | 3     | Tri Kusharyanto / Halim Haryanto    |
| 2002      | Indonesia Open             | Herrendoppel | 3     | Halim Haryanto / Tri Kusharyanto    |
| 2002      | Asienspiele                | Herrendoppel | 3     | Halim Heryanto / Tri Kusharyanto    |